# 110 متر حواجز في الألعاب الأولمبية الصيفية - رجال
أقيم نهائي 110 متر حواجز رجال في الألعاب الأولمبية الصيفية 2012 يوم 7 أغسطس بالملعب الأولمبي بلندن
الحد الأدنى المؤهل للأولمبيات هو 13 ث 52 بالنسبة للحد (أ)، و13 ث 60 بالنسبة للحد (ب)

## الرقم القياسي
الرقم القياسي العالمي والأولمبي للفعالية قبل الألعاب الأولمبية :
| الرقم القياسي العالمي  | 12 ث 87 | دايرون روبليس كوبا | 12 يونيو 2008 | أوسترافا |
| الرقم القياسي الأولمبي | 12 ث 91 | نواه نغيني الصين   | 27 أغسطس 2004 | أثينا    |

## المتوجون بالميدالية
| الذهبية                      | الفضية                            | البرونزية             |
| آرييس ميريت الولايات المتحدة | جاسون ريتشاردسون الولايات المتحدة | هانسل بارشمنت جامايكا |

## وصلات خارجية
- الفعالية على موقع الألعاب الأولمبية 2012